# Horw
Horw – miasto i gmina w środkowej Szwajcarii, w kantonie Lucerna, w okręgu Luzern-Land. Leży nad Jeziorem Czterech Kantonów (Vierwaldstättersee).

## Demografia
W Horw mieszka 14 739 osób. W 2021 roku 17,4% populacji gminy stanowiły osoby urodzone poza Szwajcarią. 

## Współpraca
Miejscowość partnerska:
- Gampel-Bratsch, Valais

## Transport
Przez teren gminy przebiega autostrada A2 oraz droga główna nr 4. 